# Dragon’s Green
Dragon’s Green – osada w Anglii, w hrabstwie West Sussex, w dystrykcie Horsham. Leży 34 km na północny wschód od miasta Chichester i 60 km na południe od Londynu.